# Obtexocorytus schuettei
Obtexocorytus schuettei is een vlinder uit de familie van de zakjesdragers (Psychidae). De wetenschappelijke naam van deze soort is voor het eerst voorgesteld door Thomas Sobczyk in een publicatie uit 2009.
De soort komt voor op Madagaskar.